# Список умерших в 1218 году
В этой статье представлен список известных людей, умерших в 1218 году.
См. также: Категория:Умершие в 1218 году

## Январь
- 10 января — Гуго I де Лузиньян — король Кипра (1205—1218)
- 23 января — Вольфгер фон Эрла[англ.] — епископ Пассау (1191—1204), патриарх Аквилеи (1204—1218)

## Февраль
- 2 февраля — Константин Всеволодович (32) — князь Новгородский (1205—1208), 1-й князь Ростовский (1208—1218), Великий князь Владимирский (1216—1218).
- 12 февраля
  - Аделаида Гелдернская[англ.] — графиня-консорт Голландии (1203—1218), жена Виллема I
  - Алиса де Куртене — графиня-консорт Ангулемская (1186—1202), жена Эмара I, мать Изабеллы Ангулемской
- 18 февраля — Бертольд V Церинген — последний герцог Церингенский (1186—1218), основатель Берна

## Март
- 3 марта — Дрё IV де Мелло[англ.] — сеньор де Сен-Бри, де Болш и де Мелло, коннетабль Франции (1138—1218).
- Василий Мстиславич, князь Новоторжский, старший сын Мстислава Мстиславича Удатного, местный новгородский святой.

## Апрель
- 22 апреля — Тибо VI де Блуа — граф де Блуа и граф Дюнуа (1205—1218), граф Шартра (1205—1218), граф Клермон-ан-Бовези (1205—1218)

## Май
- 6 мая — Тереза Португальская — графиня-консорт Фландрии (1183—1191), как жена Филиппа Эльзасского, герцогиня-консорт Бургундии (1194—1195), как жена Эда III
- 19 мая — Оттон IV —король Германии (1198—1212), император Священной Римской империи (1209—1215)

## Июнь
- 25 июня — Симон IV де Монфор — сеньор де Монфор-л'Амори (1181—1218), граф Лестер (1204—1218), граф Тулузы (1215—1218), виконт Безье (1209—1218), военный лидер крестового похода против альбигойцев, убит при осаде Тулузы.

## Июль
- 6 июля — Эд (Одо) III Бургундский — герцог Бургундии (1192—1218), умер во время приготовления к Пятому Крестовому походу.
- 16 июля — Сильвестр[англ.] — епископ Вустера (1216—1218).
- 18 июля — Теодорих из Турайды — один из первых миссионеров, распространявших католическую веру в Ливонии, основатель ордена меченосцев (1202), первый епископ эстонский (1211—1218), погиб в войне датчан с эстами, прототип Дитриха в «Лачплесисе».
- 29 июля (или 30 июля) — Луи II — граф Лоона (1194—1218), граф Голландии (1203—1207).

## Август
- 7 августа — Адольф V (VI) — граф Берга (1189—1218), умер в пятом крестовом походе.
- Аль-Адиль I Абу Бакр ибн Айюб, четвертый султан из династии Айюбидов (1200—1218).
- Яромар I — князь Рюгена (1170/1181—1218)

## Сентябрь
- 24 сентября — Роберт из Нерсборо — отшельник, святой римско-католической церкви[1].

## Ноябрь
- 6 ноября — Федерико Ванга — епископ Тренто (1207—1218), начавший реконструкцию кафедрального собора Святого Вигилия.

## Декабрь
- 24 декабря — Альберик де Юмбер — архиепископ Реймса (1207—1218)
- 28 декабря — Роберт II де Дрё — граф Дрё, Бри и Брены (1184—1118), французский полководец, участник третьего крестового похода и крестового похода против альбигойцев.
- Петр Сернейский, французский хронист, монах-цистерцианец из аббатства Во-де-Серне.

## Дата неизвестна или требует уточнения
- Альваро Нуньес де Лара, кастильский дворянин, регент Кастилии (1214—1218) при короле Энрике I.
- Афзал ад-дин ибн Хамид Кермани[англ.] — иранский историк, поэт, философ и врач
- Ахмад аль-Адиль — эмир Дамаска (1196—1218), султан Египта (1200—1218)
- Вильгельм III — граф Юлиха (1207—1217), умер во время пятого крестового похода
- Гильом I де Бо — принц Оранский (1180/1181—1218), титулярный король Арля и Вьенна (1215—1218), казнён альбигойцами.
- Готфрид III, граф Шпонгейма.
- Джаяварман VII — король Кхмерской империи (1181—1218), первый буддист на троне империи
- Елена — правительница юдиката Галлура (1203—1218).
- Роберт Керзон, католический церковный деятель, кардинал-священник Санто-Стефано-аль-Монте-Челио (1212—1219).
- Комита III де Торрес — юдекс Логудоро (1198—1218)
- Кучлук — последний гурхан Каракитайского ханства (1213—1218), убит монголами или мусульманами
- Кулоттунга Чола III[англ.] — правитель Чолы (1178—1218)
- Альваро Нуньес де Лара — кастильский граф, регент при короле Энрике I (1214—1217)
- Никола де Романис — кардинал-епископ Фраскати (1205—1218), декан Коллегии кардиналов (1211—1218)
- Нильс — граф Халланда (1216—1218).
- София фон Рабс, бургграфиня Нюрнберга (с 1192), графиня фон Рабс (1192—1204), владелица сеньорий Кадольцбург и Абенсберг.
- Франка Висльта[англ.] — цистерианская аббатиса, святая римско-католической церкви[2].
- Хасебе Нобуцура[англ.] — японский военный командир
- Хетум III — армянский князь Ламброна из династии Хетумидов (Ошинидов), умер в тюрьме у Левона II.
- Хуньху, дочь последнего гурхана Каракитайского ханства Елюй Чжулху и Цзюэрбесу.